# Oliwer Kaski
Oliwer Kaski, född 4 september 1995, är en finländsk professionell ishockeyspelare som spelar för HV71 i SHL.

## Meriter
- VM-guld med Finland 2019
- VM-silver med Finland 2021
- Gagarin Cup-mästare med Avangard Omsk 2021[2]